# Kienjoch
Das Kienjoch ist ein 1953 m ü. NHN hoher Berg in den Ammergauer Alpen.
Der Gipfel ist von Graswang einfach erreichbar (über Kuhalmgraben und Kuhalm, einfach, kurze ausgesetzte Stellen). Schön ist der Weg über den langen Grat von Nordosten über die 1943 m hohe Kieneckspitze (teilweise nur schwache Steigspuren, nur kurze etwas ausgesetzte Stellen).
Nach Süden trennt ein Sattel (1772 m) das Kienjoch vom Windstierlkopf und einem langen Bergrücken, der im Vorderen Felderkopf kulminiert.